# گاز کم‌مقدار
گازهای کم‌مقدار (انگلیسی: Trace gases) گازهایی هستند که به مقدار کم در یک محیط مانند اتمسفر یک سیاره وجود دارند. گازهای کم‌مقدار در اتمسفر زمین شامل گازهایی غیر از نیتروژن (۷۸٫۱٪)، اکسیژن (۲۰٫۹٪) و آرگون (۰٫۹۳۴٪) هستند که در مجموع ۹۹٫۹۳۴٪ اتمسفر زمین (بدون احتساب بخار آب) را تشکیل می‌دهند.
در جدول زیر نموداری از چندین گاز کم‌مقدار شامل فراوانی، طول عمر اتمسفری، منابع و جذب‌کننده‌های آن‌ها آورده شده‌است.
گازهای کم‌مقدار در فشار ۱ اتمسفر
| گاز             | فرمول شیمیایی | کسری از حجم هوا توسط گونه | مدت دوام یا طول عمر | منابع اصلی                       | جذب‌کننده‌های اصلی      |
| --------------- | ------------- | ------------------------- | ------------------- | -------------------------------- | --------------------- |
| کربن دی‌اکسید    | CO2           | ۴۱۹ ppm ≈ppmv (May, 2021) | در حال افزایش       | زیستی، اقیانوسی، سوختن، انسان‌زاد | فتوسنتز               |
| نئون            | Ne            | ۱۸٫۱۸ ppmv                | _________           | آتشفشانی                         | ________              |
| هلیوم           | He            | ۵٫۲۴ ppmv                 | _________           | پرتوزاد                          | ________              |
| متان            | CH4           | ۱٫۸۹ ppm (May, 2021)      | ۹ سال               | زیست‌شناختی، انسان‌زاد             | OH                    |
| هیدروژن         | H2            | ۰٫۵۶ ppmv                 | ~ ۲ سال             | زیست‌شناختی، نورکافت HCHO         | جذب خاک               |
| نیتروز اکسید    | N2O           | ۰٫۳۳ ppmv                 | ۱۵۰ سال             | زیست‌شناختی، انسان‌زاد             | O(1D) در استراتوسفر   |
| کربن منوکسید    | CO            | ۴۰ – ۲۰۰ ppbv             | ~ ۶۰ روز            | نورشیمیایی، سوختن، انسان‌زاد      | OH                    |
| ازون (مولکول)   | O3            | ۱۰ – ۲۰۰ ppbv (تروپوسفر)  | روزها – ماه‌ها       | نورشیمیایی                       | نورکافت               |
| فرمالدهید       | HCHO          | ۰٫۱ – ۱۰ ppbv             | ~ ۱٫۵ ساعت          | نورشیمیایی                       | OH، نورکافت           |
| گونه‌های نیتروژن | NOx           | ۱۰ pptv – 1 ppmv          | متغیر               | خاک‌ها، انسان‌زاد، رعد و برق       | OH                    |
| آمونیاک         | NH3           | ۱۰ pptv – 1 ppbv          | ۲ – ۱۰ روز          | زیست‌شناختی،                      | تبدیل گاز به ذره      |
| گوگرد دی‌اکسید   | SO2           | ۱۰ pptv – ۱ ppbv          | روزها               | نورشیمیایی، آتشفشانی، انسان‌زاد   | OH، اکسیداسیون آب‌پایه |
| دی‌متیل سولفید   | (CH3)2S       | چندین pptv – چندین ppbv   | روزها               | زیست‌شناختی، اقیانوس              | OH                    |